# John Wesley

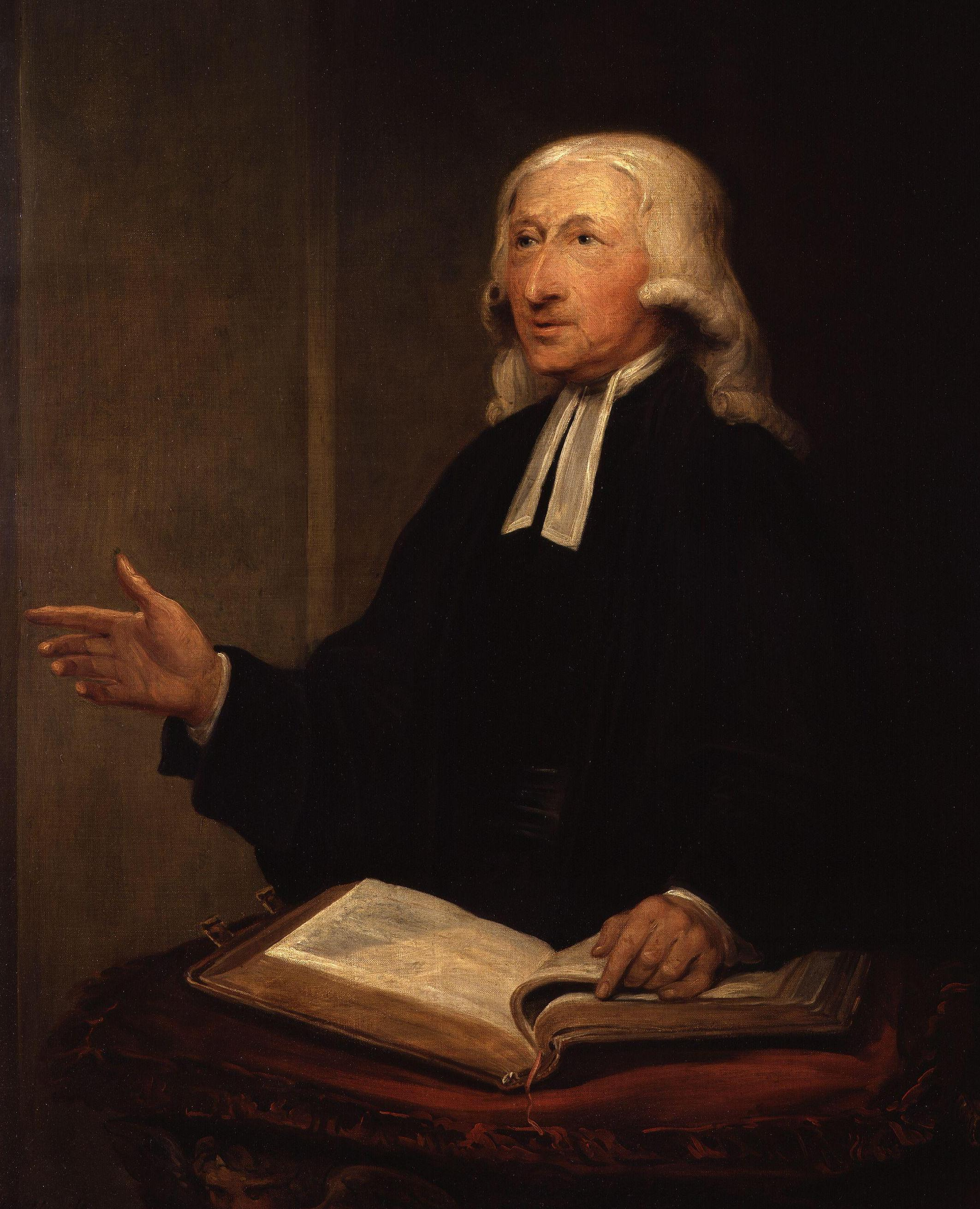
John Wesley

John Wesley (n. 17 iunie 1703 - d. 2 martie 1791) a fost un pastor anglican și un teolog creștin care a fost un lider de început al mișcării metodiste. 

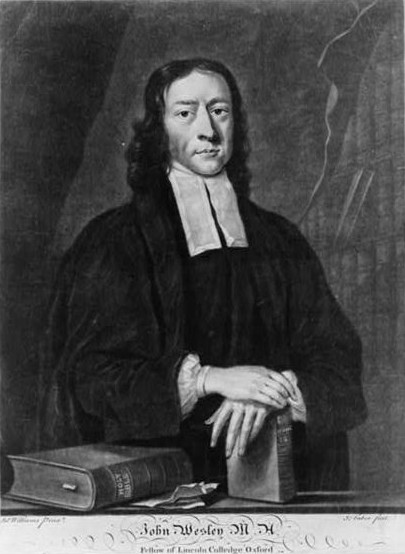
John Wesley

Metodismul a avut trei etape de dezvoltare: prima la Universitatea Oxford odată cu fondarea "Clubului Sfânt"; cea de-a doua în timp ce Wesley a fost preot paroh în Savannah, Georgia, și a treia la Londra după întoarcerea lui Wesley în Anglia. Mișcarea s-a format în timpul celei de a treia etape de dezvoltare la începutul anilor 1740 când Wesley, împreună cu alții, cum ar fi George Whitefield, a început predica lui itinerantă și, ulterior, a devenit fondator de societăți religioase pentru formarea de credincioși. Aceasta a fost prima mișcare evanghelică de larg succes din Regatul Unit. Wesley a creat legături cu societăți de pe întreg teritoriul Angliei, Scoției, Țării Galilor, Irlandei și, mai târziu s-a răspândit în alte părți ale lumii vorbitoare de limbă engleză și în afara lor. El a împărțit societățile sale religioase în continuare în clase și grupuri de responsabilitate și de instruire religioasă extrem de active. Metodiștii, sub direcția lui Wesley, au devenit lideri în multe probleme de justiție socială ale timpului, inclusiv reforma închisorilor și mișcarea aboliționistă. Forța lui Wesley ca teolog rezidă în capacitatea sa de a combina poziții teologice aparent opuse. 
Cea mai mare realizare teologică a sa a fost promovarea a ceea ce el a numit "perfecțiunea creștină", sau sfințenia inimii și vieții. Wesley a insistat asupra faptului că în viața lui, creștinul ar putea ajunge la un stadiu în care dragostea lui pentru Dumnezeu, sau dragostea lui perfectă, va ajunge să-i stăpânească inima în mod suprem. Teologia lui evanghelică, în special concepția lui asupra perfecțiunii creștine se sprijinea ferm pe teologia sa sacramentala. El a insistat permanent asupra folosirii generale a căilor de mântuire (rugăciunea, Scriptura, meditația, Sfânta Împărtășanie, etc) ca mijloc prin care Dumnezeu transformă pe cel credincios. Pe parcursul vieții, Wesley a rămas în cadrul Bisericii Anglicane și a insistat asupra faptului că mișcarea sa se încadrează în limitele Bisericii Anglicane. Modul nonconformist în care se folosea de politica bisericii i-a creat dispute cu mulți din sânul Bisericii Anglicane, deși către sfârșitul vieții fusese respectat in mare parte.